# غيترن
الغِيتَرن آلة موسيقية قديمة تكاد تكون غيتارًا بدائيًا قديمًا.